# 上海大新公司

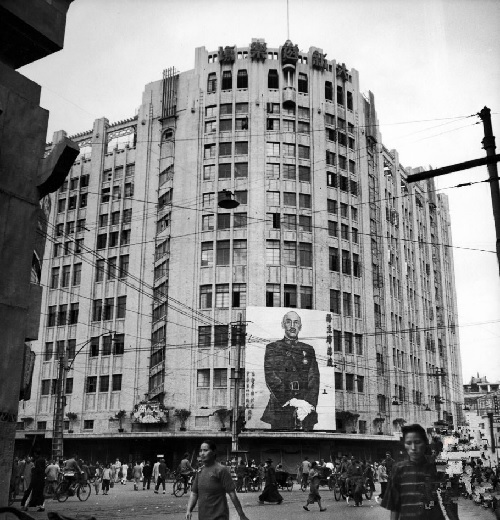
1945年的大新公司

上海大新百貨公司（英文：The Sun）是於1936年1月10日由大新百貨創始人蔡昌兄弟集資在上海開辦，是大新百貨繼廣州開設廣州大新公司之後的分公司，大新百貨總公司位於香港。在上海，大新百貨樓高10層，在國內首創扶手電梯。
在1936年開張之時，上海大新地下室及一至三樓為百貨公司商場，面積約1.7萬平方米，時為全國百貨業之冠。營業員穿制服，男穿中山裝結領帶、黑皮鞋，女穿玫瑰色旗袍，食品部職員穿白衣，一律胸佩編號襟章。商場設有5部電梯，加1部運貨升降機，而兩座扶手電梯由美國奥的斯公司引入，分設於地下至三樓，每小時吸引4千人使用，顧客憑券入場，觀光購物。在開幕前夕，上海大新百貨公司在新聞報紙預告「推銷中華國產，搜羅美備；選辦環球物品，總匯精華。公司自建十層大廈，設備電動扶梯，無勞跨步；裝置冷暖氣管，四時如春」用以招徠。
1947年，蔡昌全家定居香港，上海公司委託代理人管理，1948年蔡昌半放棄國內業務。在中共建政後，蔡昌專心經營香港業務。上海大新百貨公司經過公私合營后併入上海市第一百货商店。
1989年，大新公司所在建筑入选上海市文物保护单位。